# Різанина вірмен у Баку (1918)
Різанина вірмен у Баку — масові убивства вірменського населення міста, що здійснювались у вересні 1918 року турецькими й азербайджанськими військами та збройними групами після взяття Баку. За різними оцінками, кількість жертв в результаті масової різні склала від 9 до 30 тис. осіб. Вереснева різня являла собою помсту за масові убивства мусульманського населення Баку, здійснені радянськими військами та збройними загонами вірменської партії «Дашнакцутюн» у березні 1918 року.

## Передісторія
У березні 1918 року влада у Баку була захоплена Бакинською комуною, при цьому відбулась різня мусульманського населення у березні 1918 року, здійснена більшовиками й дашнаками, що їх підтримали. Бакинська комуна почала наступ на Гянджу, де розташовувався уряд Азербайджану. Війська Бакинської ради, що складались переважно з вірмен, займались грабежами та вбивствами населення мусульманських сіл у міру просування у бік Гянджі. Уряд АДР звернувся за допомогою до Османської імперії, з якою уклав угоду про взаємодопомогу. Розбивши під Геокчаєм армію Бакради, азербайджансько-турецька Кавказька ісламська армія взяла в облогу Баку. Влада в місті у липні перейшла до Диктатури Центрокаспія, яка звернулась по допомогу до Великої Британії, супротивниці Османської імперії у Першій світовій війні.
Британські військові, що перебували у Баку, стали свідками насилля над мусульманським населенням міста.

## Різанина
На світанку 14 вересня турецька артилерія почала обстріл оборонних позицій з усіх напрямків. Турецькі війська прорвали оборону міста поблизу Вовчої брами та зайняли висоти над містом. Вночі англійські війська, а потім і уряд Диктатури Центрокаспія, що обороняли місто, втекли на кораблях з Баку. 15 вересня до Баку увійшли солдати Кавказької ісламської армії, Баку був охоплений панікою, вірмени переповнили гавань, щоб уникнути різні. Регулярним військам Османської імперії не було дозволено входити до міста упродовж трьох днів, щоб нерегулярні війська, башибузуки, вчинили різню у місті та займались грабежами та мародерством.

## Дані про число загиблих
За даними спеціальної комісії Вірменської Національної Ради було вбито 5248 бакинських вірмен та 1500 вірменських біженців з інших регіонів Кавказу. До цієї цифри комісія додала 2249 вірмен, чиї тіла були знайдені на вулицях, але чию особу не вдалось установити, й таким чином загальна цифра досягла 8988 осіб. За словами американського історика Фіруза Каземзаде, варто зазначити, що ці цифри були зібрані Вірменською Національною Радою, від якої навряд чи можна було очікувати об'єктивності у подібному питанні, тим не менше, враховуючи загальний перебіг подій, ці цифри не можуть бути сильно перебільшені. Інші історики, зокрема Рональд Григор Сюні, Андрій Зубов наводять більш високі оцінки, до 30 000 загиблих.

## Убивство лідерів АДР
- 19 червня 1920 року, у ході операції «Немезіс» партії Дашнакцутюн з убивства організаторів геноциду вірмен, у Тифлісі вбито колишнього прем'єр-міністра Азербайджану Фаталі Хан Хойського як винуватця, на думку керівників операції, різанини вірмен у Баку у вересні 1918 року. Одночасно було поранено колишнього міністра юстиції Азербайджану Халіл-бек Хасмамедова. Убивство здійснив Арам Єрганян, другим учасником операції був Місак Кіракосян (поранений у ході акції).
- 19 липня 1921 року в Константинополі убитий колишній міністр внутрішніх справ Азербайджану Бехбуд-хан Джеваншир. Убивця — Місак Торлакян, постав перед британським військовим трибуналом, перед яким також виступили численні свідки вересневої різні. У жовтні трибунал визнав Торлакяна винним у вбивстві, але таким, що не відповідає за свої дії як здійснені у стані афекту, і вислав до Греції[13]. Інші учасники операції — Єрванд Фундукян і Арутюн Арутюнян.